# Eduard Heger
Eduard Heger (Pozsony, 1976. május 3. –) szlovák politikus, 2021. április 1-je és 2023. május 15-e között Szlovákia miniszterelnöke,

## Pályafutása

### Szakmai pályafutása
Gazdasági végzettséget szerzett. Főiskolás korában menedzserasszisztensként dolgozott, ezt követően több kisebb cégnél volt menedzser. 2007 és 2016 között egy szeszes italokat gyártó szlovák cég képviselője volt az Amerikai Egyesült Államokban, ahová prémium vodkát exportált.

### Politikai pályafutása
A politikával 2016-ban került kapcsolatba, amikor az OĽaNO két parlamenti képviselője, Richard Vašečka és Branislav Škripek – akik ugyanannak a katolikus karizmatikus közösségnek a tagjai, mint Heger – megszólították azzal, hogy a pártnak szüksége lenne egy tapasztalt menedzser segítségére. A 2016-os szlovákiai parlamenti választáson képviselővé választották; a preferenciális szavazáson a Denník N szerint az is szerepet játszott a sikerében, hogy a foglalkozása („menedzser”) mellett a „keresztény aktivista” jelzőt is feltüntette. A parlamenti munka során közeli kapcsolatba került Igor Matovičcsal, és gazdasági kérdésekben gyakran felszólalt.
A 2020-as szlovákiai parlamenti választás után megalakult Matovič-kormányban a pénzügyi tárcát kapta. Minisztériumában dolgozták ki az európai Helyreállítási és Ellenállóképességi Eszközből Szlovákiának járó összeg felhasználási tervét. Pénzügyminiszteri tevékenységét szakmai körökben és a sajtóban is elismerés övezte; Ivan Mikloš (a Dzurinda-kormányok pénzügyminisztere) és a Denník N által 2020 decemberében megkérdezett közgazdászok is a Matovič-kormány egyik legjobb miniszterének tartották.
A koalíción belül hónapok óta húzódó feszültségek miatt 2021 márciusában a kormány válságba került, melynek közvetlen kiváltó oka egy, a koalíciós partnerek tudta nélkül intézett Szputnyik V-vakcinabeszerzés volt. A kormányválság feloldása érdekében Matovič március végén lemondott, és helyet cserélt pénzügyminiszterével, Eduard Hegerrel, aki így öt év politikai és egy év kormányzati tapasztalattal Szlovákia miniszterelnöke lett.
Miniszterelnökségének első háromnegyed évében folytatódott a koalíciós partnerek közötti marakodás, de a kormány nem került válságba. A rendőrségen belül konfliktusok törtek felszínre. A magyar kormánynál ugyanakkor el tudta érni, hogy mondjon le szlovákiai termőföldvásárlási terveiről.
Kormánya 2022. december 15-én alulmaradt egy bizalmatlansági indítványról szóló szavazáson, ezért benyújtotta lemondását Zuzana Čaputová államfőnek, aki azt december 16-án el is fogadta. Egyúttal megbízta az ügyvezető kormányzással azzal a feltétellel, hogy kormánya január végéig megteszi az előrehozott választások kiírásához szükséges lépéseket.

## Magánélete
Nem vallásos családból származik. Apja váratlan halála után a vallás felé fordult, és egy katolikus karizmatikus közösség tagja lett.
Konfliktuskerülő, kompromisszumkész emberként ismerik.